# جهنده‌ماهی تگزاس
جهنده‌ماهی تگزاس (نام علمی: Percina carbonaria) نام یک گونه از سرده جهنده‌ماهی‌های شکم‌زبر است.